# Estação Santa Tereza
Santa Tereza é uma das estações da Linha 1 do Metrô de Belo Horizonte, situada entre os bairros de Santa Tereza e Pompéia.

## História
A estação Santa Tereza fez parte da Fase 2 da implantação do Metrô de Belo Horizonte (Central-Horto Florestal), cujas obras foram inicidas pela empreiteira Mendes Junior em meados de 1985 e cuja previsão de conclusão era de meados de 1988. Problemas econômicos do governo federal e da construtora atrasaram as obras, que se estenderam até o início da década de 1990. A estação foi inaugurada em dezembro de 1993.